# يوفان فلاديمير
كان يوفان فلاديمير أو جون فلاديمير (حوالي 990-22 مايو 1016) حاكم دوكليا، أقوى إمارة صربية في ذلك الوقت، منذ حوالي 1000 حتى 1016. حكم خلال الحرب طويلة الأمد بين الإمبراطورية البيزنطية والإمبراطورية البلغارية. اعتُرِف بفلاديمير كحاكم تقي وعادل وسلمي، ويُعرف بأنه شهيد وقديس يُحتَفَل بعيد قدسيته في 22 مايو (حسب التقويم الطقوسي الأرثوذكسي الشرقي).
كان لدى يوفان فلاديمير علاقة وثيقة مع بيزنطة، ولكن هذا لم ينقذ دوكليا من القيصر التوسعي صامويل البلغاري، الذي غزا الإمارة في حوالي عام 1010 وأسر فلاديمير. يؤكد سجل لأحداث العصور الوسطى أن ابنة صامويل، ثيودورا كوسارا، وقعت في حب فلاديمير وتوسلت إلى والدها للزواج منه. سمح القيصر بالزواج وأعاد دوكليا إلى فلاديمير، الذي حكمها كدولة تابعة لصامويل. لم يشارك فلاديمير في أي من حروب صامويل. بلغت الحرب ذروتها بهزيمة القيصر صامويل على يد البيزنطيين في عام 1014 وموته بعد ذلك بقليل. وقع فلاديمير ضحية لمؤامرة من صنع إيفان فلاديسلاف، آخر حكام الإمبراطورية البلغارية الأولى. قُطِع رأسه أمام كنيسة في بريسبا، عاصمة الإمبراطورية، في عام 1016 ودُفن هناك، وسرعان ما اعتُرِف به كشهيد وقديس. أعادت أرملته، كوسارا، دفنه في كنيسة بريشيستا كراجينسكا، بالقرب من بلاطه في جنوب شرق دوكليا. احتُفِظ برفاته في كنيسة القديس يوفان فلاديمير بالقرب من إيلبصان في عام 1381، واحتُفِظ به منذ عام 1995 في الكاتدرائية الأرثوذكسية في تيرانا، ألبانيا. تعتبر بقايا القديس من الذخائر المسيحية، وتجذب العديد من المؤمنين،0 وخاصة في يوم عيد قداسته، عند نقلها إلى الكنيسة بالقرب من إيلبصان للاحتفال.
يُعد الصليب الذي حمله فلاديمير عندما قُطِع رأسه من تلك الذخائر المسيحية. يظهر الصليب فقط للمؤمنين في قداس عيد العنصرة عندما يُحمل في موكب إلى قمة جبل روميجا؛ وذلك بشكل تقليدي تحت رعاية عائلة أندروفيتش من قرية فيلجي ميكوليتشي في جنوب شرق الجبل الأسود. يعتبر يوفان فلاديمير أول قديس صربي وقديس شفيع لبلدة بار في الجبل الأسود. يعود احتمال كتابة سيرته التقديسية الأولى والمفقودة في وقت ما بين عامي 1075 و1089، وهي نسخة مختصرة مكتوبة باللاتينية ومحفوظة في السجل الزمني للأحداث لكاهن دوكليا. نُشِرَت سيرة قداسته باللغتين اليونانية والسلافية الكنسية لأول مرة على التوالي في عامي 1690 و1802. يُصوَّر القديس بشكل كلاسيكي في أيقونات على أنه ملك يرتدي تاجًا وملابسًا ملكية مع صليب في يده اليمنى ورأسه في يده اليسرى؛ إذ قالت الأسطورة أنه حمل رأسه المقطوع إلى مكان دفنه.

## القداسة

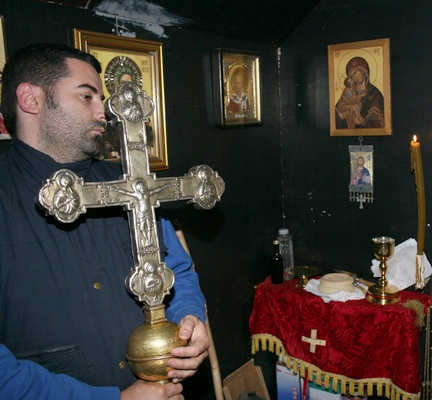
صليب القديس يوحنا فلاديمير

### أساطير
سُجِّلت العديد من الأساطير حول يوفان فلاديمير في غرب مقدونيا. قال أحدهم إن فلاديمير أحضر رأسه بعد قطعه إلى دير القديس يوحنا بيغور. توجد منطقة تسمى فلاديميروفو على تل فوق قرية بيسوتشاني في بلدية ديبارسا يمكن رؤية بعض الآثار فيها. يدعي السكان المحليون أنه المكان الذي ُولِد فيه فلاديمير والذي أحضر رأسه المقطوع إليه فيما بعد. تشتهر كنيسة القديس أثناسيوس بالقرب من بيسوتشاني، المدمرة الآن، بأن فلاديمير بناها. كان الناس من المنطقة يجتمعون هناك كل عام عشية عيد قداسته، وكانوا يشعلون الشموع على بقايا جدران الكنيسة ويصلون للقديس. يقول التقليد إن دير القديس نعوم كان به برج ناقوس سمي على اسم القديس، وهو المكان التي وُضِع به جزء من ذخائره.
ذُكِر يوفان فلاديمير في الطرف الغربي لمقدونيا، والتي تُعد الآن جزءًا من ألبانيا، بأنه الحاكم القديس الذي قُطِع رأسه من قبل والد زوجته الإمبراطور، الذي صدق الاتهام الافترائي بأنه كان زير نساء. وجد الإمبراطور الغاضب، برفقة الجنود، فلاديمير على ممر جبلي يدعى كافي ثاني (المعروف أيضًا باسم ديرفين)، على الطريق بين بلدة ستروغا المقدونية وإيلبصان. ضرب الإمبراطور صهره بالسيف، ولكنه لم يستطع قطع رأسه إلا عندما أعطاه فلاديمير سيفه، فتمكن الإمبراطور من ذلك. أخذ فلاديمير رأسه المقطوع وتوجه نحو موقع كنيسته المستقبلية حيث كان هناك شجرة بلوط سقط تحتها بعدما انحنت أمامه. دُفن القديس في الكنيسة التي شُيدت فيما بعد في ذلك المكان وخُصِّصت له.
تقول الأسطورة المسجلة في سيرة القديسين اليونانية إن يوفان فلاديمير بنى الكنيسة بالقرب من إيلبصان. اختار الله موقعها في أعماق غابة كثيفة، وأظهر له نسر عليه صليب لامع. أحضر رأسه إلى الكنيسة بعد قطعها ودُفِنت في الداخل. سرقت مجموعة من الفرنجة النعش بذخائره المعجزة ذات مرة. تبين أن النعش ثقيل للغاية، إذ كسر ظهور النغال التي استخدموها لحمل النعش. وضعوه في نهاية المطاف في نهر شكومبين لنقله إلى البحر، ولكن النهر غُمِر بالمياه، وعاد التابوت، الذي يشع بالضوء، باتجاه المنبع نحو الكنيسة. أخرجه السكان المحليون من الماء وأعادوه إلى الكنيسة في موكب احتفالي.
سرقت مجموعة من اللصوص في أحد أيام الصيف خيول تابعة لدير القديس يوفان فلاديمير. وصلت المجموعة إلى مجرى كوشا القريب لأخذ الخيول عبره، ولكن بدا لهم وكأنه نهر هائل. ابتعدوا عنه خوفًا، ونظروا للوراء من بعيد فبدا لهم أن الجدول صغير. اقتربوا منه مرة أخرى، فأصبح الكوشا ضخمًا وطريقه غير سالك مرة أخرى. أدرك اللصوص أن هذه كانت معجزة القديس بعد عدة محاولات من هذا القبيل لعبور النهر، فأطلقوا سراح خيول الدير وهربوا في حالة رعب.
سجل برانيسلاف نوشيتش أسطورة محتملة عن الأمير فلاديمير في مدينة كورتشي في جنوب شرق ألبانيا في القرن التاسع عشر. قيل إن الآثار الموجودة على قمة تل فوق كورتشي هي بقايا بلاط ملك لاتيني (كاثوليكي) كانت مملكته مجاورة لدولة إمبراطور أرثوذكسي. طلب الملك يد ابنة الإمبراطور، التي وافقت على أن تصبح زوجة الملك فقط إذا بنى كنيسة أرثوذكسية. لبّى الملك طلبها وتزوجته، ولكنها قتلته في أول ليلة من زواجهما. أصبحت بعدها راهبة، ونُقِلت جثة الملك إلى مكان ما، ولكنه لم يُدفن بالقرب من بلاطه. أخبر السلاف المقدونيون الذين يسكنون جزيرة سانت أخيليوس في بحيرة بريسبا الصغيرة في اليونان عن إمبراطور يُدعى ميرو. عاش في جزيرتهم حيث قُتل على يد ابن عم له بدافع الغيرة، ونُقِلت جثته عبر أوهريد إلى ألبانيا.